# 若狹國
若狹國（日语：〔〕／ Wakasanokuni */?），日本古代的令制國之一，屬北陸道，又稱若州。若狹國的領域大約為現在福井縣的嶺南。

## 郡
- 遠敷郡
- 大飯郡
- 三方郡

## 相關項目
- 日本令制國列表